# Torotrasto

Flacone di torotrasto

Il torotrasto è una sospensione contenente particelle del composto radioattivo diossido di torio: ThO2 Poiché la sospensione offriva un'elevata qualità dell'immagine, veniva infatti utilizzato come liquido di contrasto per le radiografie, e non aveva praticamente effetti collaterali immediati rispetto alle alternative disponibili al momento, il torotrasto divenne ampiamente utilizzato dopo la sua introduzione nel 1931.

## Storia
La sospensione è stata usata come mezzo di contrasto nella diagnostica a Raggi-X negli anni trenta e quaranta (in alcuni paesi come gli Stati Uniti l'uso è continuato anche negli anni cinquanta). Il medico portoghese Antonio Egas Moniz contribuì ampiamente al suo sviluppo.
I composti di torio producono immagini eccellenti a causa dell'elevata opacità del composto ai raggi X (ha un'alta sezione trasversale per l'assorbimento). Sfortunatamente, il torio è trattenuto nell'organismo, ed è radioattivo, risultando carcinogeno a causa dell'emissione di alfa nocive derivanti dal decadimento. L'uso del composto comporta infatti un aumento del rischio di sviluppo di alcuni tumori come i colangiocarcinomi e gli angiosarcomi del fegato.
Ad oggi circa 2-10 milioni di pazienti in tutto il mondo sono stati trattati con Torotrasto.

## Sicurezza
Fin dal momento dell'introduzione all'uso radiologico, vi fu preoccupazione per la sicurezza di utilizzo del torotrasto. Dopo l'iniezione endovenosa, il farmaco si distribuiva ampiamente nell'organismo, in particolare nel sistema reticoloendoteliale nel fegato, milza, linfonodi e ossa. Dopo la rapida distribuzione iniziale il composto viene eliminato con estrema lentezza. In particolare l'emivita biologica è stimata in diverse centinaia di anni. Nella pratica ciò significa che gli organi dei pazienti a cui veniva somministrato torotrasto restavano esposti alle radiazioni alfa provenienti dall'interno dell'organismo, per il resto della loro vita. Il significato di questa esposizione a lungo termine non fu pienamente compreso al momento dell'introduzione di torotrasto nel 1931.
A causa del rilascio di particelle alfa, il torotrasto è risultato estremamente cancerogeno. In tutti i pazienti trattati con torotrasto è stata dimostrata un'alta incidenza di diversi tipi di tumori. Queste neoplasie si verificano generalmente entro 20-30 anni dopo l'iniezione del mezzo di contrasto. 
Il rischio di sviluppare un cancro del fegato (oppure un cancro del dotto biliare o della cistifellea) nei soggetti precedentemente trattati con torotrasto è decisamente aumentato, ed è stato calcolato essere ben oltre 100 volte il rischio del resto della popolazione. In questi stessi soggetti il rischio di leucemia sembra essere 20 volte più alto.
L'esposizione al torotrasto è stata anche associata allo sviluppo di angiosarcoma. I pazienti tedeschi esposti a Torotrasto hanno avuto un'aspettativa di vita media ridotta di 14 anni rispetto a un gruppo di controllo simile non esposto.
Il torio non è più usato nei mezzi di contrasto per esami radiologici a raggi X. Oggi le molecole iodurate idrofiliche (idrosolubili) sono universalmente utilizzate come agenti di contrasto per via iniettiva nelle procedure a raggi X.

## Utilizzi attuali
Il torio viene utilizzato nel campo della ricerca per colorare campioni di tessuto neurale per eseguire successivamente un esame di tipo istoradiografico. 
L'azione colorante del torio, che è in grado di dare una colorazione specifica di sostanze mucose acide, deriverebbe dall'interazione con micelle colloidali cariche positivamente e sostanze acide (carbossili e solfati), presenti nei mucopolisaccaridi acidi.